# Японская ассоциация легкоатлетических федераций
Японская ассоциация легкоатлетических федераций — управляющая организация в лёгкой атлетики в Японии.
Штаб-квартира находится в Токио.

## История
Днём основания организации можно считать 8 марта 1925 года. В этот день она была создана под названием Японская федерация лёгкой атлетики. 7 августа 1928 года на 9-м конгрессе IAAF, ассоциация стала членом IAAF и была утверждена в качестве организации управляющей лёгкой атлетикой в Японии.

## Президенты ассоциации
- Рёдзо Хиранума (1929—1958)
- Хироси Касуга (1958—1964)
- Итиро Коно (1965)
- Кэндзо Коно (1965—1975)
- Хандзи Аоки (1975—1999)
- Ёхей Коно (1999—2013)
- Хироси Ёкокава (2013 — настоящее время)

## Члены ассоциации
- Легкоатлетическая ассоциация префектуры Хоккайдо
- Легкоатлетическая ассоциация префектуры Аомори
- Легкоатлетическая ассоциация префектуры Иватэ
- Легкоатлетическая ассоциация префектуры Мияги
- Легкоатлетическая ассоциация префектуры Акита
- Легкоатлетическая ассоциация префектуры Ямагата
- Легкоатлетическая ассоциация префектуры Фукусима
- Легкоатлетическая ассоциация префектуры Ибараки
- Легкоатлетическая ассоциация префектуры Тотиги
- Легкоатлетическая ассоциация префектуры Гумма
- Легкоатлетическая ассоциация префектуры Сайтама
- Легкоатлетическая ассоциация префектуры Тиба
- Легкоатлетическая ассоциация префектуры Токио
- Легкоатлетическая ассоциация префектуры Канагава
- Легкоатлетическая ассоциация префектуры Ниигата
- Легкоатлетическая ассоциация префектуры Тояма
- Легкоатлетическая ассоциация префектуры Исикава
- Легкоатлетическая ассоциация префектуры Фукуи
- Легкоатлетическая ассоциация префектуры Яманаси
- Легкоатлетическая ассоциация префектуры Нагано
- Легкоатлетическая ассоциация префектуры Гифу
- Легкоатлетическая ассоциация префектуры Сидзуока
- Легкоатлетическая ассоциация префектуры Айти
- Легкоатлетическая ассоциация префектуры Миэ

- Легкоатлетическая ассоциация префектуры Сига
- Легкоатлетическая ассоциация префектуры Киото
- Легкоатлетическая ассоциация префектуры Осака
- Легкоатлетическая ассоциация префектуры Хёго
- Легкоатлетическая ассоциация префектуры Нара
- Легкоатлетическая ассоциация префектуры Вакаяма
- Легкоатлетическая ассоциация префектуры Тоттори
- Легкоатлетическая ассоциация префектуры Симанэ
- Легкоатлетическая ассоциация префектуры Окаяма
- Легкоатлетическая ассоциация префектуры Хиросима
- Легкоатлетическая ассоциация префектуры Ямагути
- Легкоатлетическая ассоциация префектуры Токусима
- Легкоатлетическая ассоциация префектуры Кагава
- Легкоатлетическая ассоциация префектуры Эхимэ
- Легкоатлетическая ассоциация префектуры Коти
- Легкоатлетическая ассоциация префектуры Фукуока
- Легкоатлетическая ассоциация префектуры Сага
- Легкоатлетическая ассоциация префектуры Нагасаки
- Легкоатлетическая ассоциация префектуры Кумамото
- Легкоатлетическая ассоциация префектуры Оита
- Легкоатлетическая ассоциация префектуры Миядзаки
- Легкоатлетическая ассоциация префектуры Кагосима
- Легкоатлетическая ассоциация префектуры Окинава